# Privilegierte Partnerschaft
Die privilegierte Partnerschaft ist ein offenes politisches Konzept für supranationale oder intergouvernementale Beziehungen, das meist ohne genaue Definition verwendet wird.
Der Begriff (engl.: privileged partnership, frz.: partenariat privilégié) wird am häufigsten im Zusammenhang mit den Beitrittsverhandlungen der Türkei mit der EU verwendet, wurde aber auch in anderen Konstellationen benutzt. Seit 2004 wurde die privilegierte Partnerschaft von der deutschen CDU, insbesondere von Angela Merkel und Wolfgang Schäuble, als eine Alternative zur Vollmitgliedschaft der Türkei in der Europäischen Union vorgeschlagen. Rechtlich könnte sie – vergleichbar mit dem EWR – als Assoziation nach Art. 217 AEU-Vertrag ausgestaltet werden. Dieser Vorschlag wird von der Türkei vehement abgelehnt.

## Derzeitige Situation der EU und der Türkei
Zwischen der EU und der Türkei wurde 1996 die Mitgliedschaft in der Europäischen Zollunion vereinbart.

## Definition
Den Begriff der privilegierten Partnerschaft will der Berliner Historiker Heinrich August Winkler im November 2002 mit einem Artikel in der ZEIT in die politische Debatte eingeführt haben, als eine Alternative für den EU-Beitritt der Türkei. Winkler meint mit der privilegierten Partnerschaft „eine enge, über die Assoziation weit hinausgehende Zusammenarbeit, die mehr noch als bereits jetzt auch die Außen- und Sicherheitspolitik einschließen muss“ (Januar 2004).
Der Politologe Claus Leggewie definiert sie 2008 als „Integrationsstufen regionaler Vereinigungen und supranationaler Gebilde, die keine Vollmitgliedschaft, aber starke, dauerhafte und gegenüber anderen herausgehobene Beziehungen implizieren.“
In dem Beschluss von CDU/CSU im März 2004 wird der Begriff wie folgt umrissen:
Die privilegierte Partnerschaft gehe weit über die zwischen der EU und der Türkei eingegangene Europäische Zollunion hinaus; so könne eine alle Gütergruppen umfassende Freihandelszone geschaffen werden. Weiterhin könne die Zusammenarbeit vertieft werden – insbesondere zur Stärkung der Zivilgesellschaft, des Umweltschutzes, zur Förderung von kleinen und mittleren Unternehmen, im Gesundheits- sowie im Bildungsbereich. Zudem könne die Türkei verstärkt in die gemeinsame Außen- und Sicherheitspolitik und in die europäische Sicherheits- und Verteidigungspolitik einbezogen werden. Schließlich könne zur Bekämpfung von Terrorismus, Extremismus und Organisiertem Verbrechen die Zusammenarbeit der Behörden und Institutionen im Innen- und Justizbereich sowie der Geheimdienste deutlich intensiviert werden.
Eine Vollmitgliedschaft wird von den Verfechtern einer privilegierten Partnerschaft abgelehnt. Die Grenzen der privilegierten Partnerschaft liegen demnach zum Beispiel darin, dass die Türkei an den EU-Strukturfonds und insbesondere den Agrarfonds nicht beteiligt und auch nicht in das Schengen-Abkommen einbezogen würde. Ebenso wenig genössen türkische Staatsangehörige das allgemeine Aufenthaltsrecht innerhalb der EU.

## Geschichte
Angela Merkel unternahm im Februar 2004 eine dreitägige Türkeireise, um für ihren Vorschlag in der Türkei zu werben. Im März 2004 verabschiedeten die Präsidien von CDU/CSU den Beschluss zur „Privilegierten Partnerschaft“. Im Oktober 2004 engagierte sich Merkel für einen Volksentscheid in Deutschland über die Frage, ob man eine Vollmitgliedschaft der Türkei ablehne.
Der Vorschlag einer privilegierten Partnerschaft wird seit November 2004 auch in Frankreich breit diskutiert. Besonders Valéry Giscard d’Estaing und Nicolas Sarkozy setzen sich für eine solche ein. In Österreich wirbt unter anderem Wolfgang Schüssel und die SPÖ für eine privilegierte Partnerschaft anstatt einer EU-Mitgliedschaft der Türkei. Auch in weiteren EU-Ländern findet der Vorschlag mittlerweile Unterstützung.
Teile der EVP-Fraktion im Europäischen Parlament sprechen sich ebenfalls für die Option einer privilegierten Partnerschaft für die Türkei aus.
Im Bundestagswahlkampf 2005 wurde die privilegierte Partnerschaft seitens der Union als Wahlkampfthema genutzt, um sich von Rot-Grün abzugrenzen.
Anfang Oktober 2005 wurden offiziell die Beitrittsverhandlungen der Türkei mit der Europäischen Union aufgenommen. „Zuvor hatte Österreich nach mehrstündigen, zähen Verhandlungen seine Forderung aufgegeben, für die Gespräche auch andere Ziele als die Vollmitgliedschaft festzuschreiben“, heißt es in den entsprechenden Presseberichten.

## Argumentationen der deutschen Parteien
- SPD und Grüne: Die ehemalige rot-grüne Regierungskoalition vertrat mehrheitlich die Meinung, dass die Aufnahme der Türkei in die Europäische Union den Demokratisierungsprozess dieses Landes vorantreiben würde und somit anderen islamischen Staaten als Vorbild für deren eigenen Weg zur Demokratie dienen könnte. Die von der damaligen Opposition propagierte privilegierte Partnerschaft sei doch durch die türkische NATO-Mitgliedschaft und diverse Handelsabkommen schon längst Realität.

- CDU/CSU: Laut den Unionsparteien wäre die Aufnahme der Türkei in die EU ein schwerer Fehler. Europa habe noch die letzte große Erweiterungsrunde zu verkraften und sei deshalb selbst noch lange nicht reif für eine eventuelle Mitgliedschaft der Türken. Aber auch die Türkei sei insgesamt noch viel zu rückständig um den europäischen Standards genügen zu können. Vor allem fürchtet man die enormen Transferleistungen, die Länder wie Deutschland in einem solchen Falle zu zahlen hätten. Sicherlich löst auch die Tatsache, dass die Türkei in absehbarer Zeit das bevölkerungsreichste Land Europas sein könnte, Ängste im konservativen Lager aus (Migrationsdruck, Stimmgewichtsumverteilung innerhalb der EU). Außer den ökonomischen Aspekten gebe es jedoch auch geographische Gegenargumente: Mit der Türkei-Mitgliedschaft würden Irak und Iran zu den direkten Nachbarn der EU zählen.

- FDP: Die Liberalen sind für ergebnisoffene Beitrittsverhandlungen, bei denen jedoch auch über Alternativen zur Vollmitgliedschaft nachgedacht werden müsse und auch eine privilegierte Partnerschaft vorstellbar sei.

- Die Linke: Die Linke hat sich im Oktober 2004 klar für die Integration der Türkei in die Europäische Union ausgesprochen. Sie führt an, dass sich der Demokratisierungsprozess bzw. die Einhaltung der Menschenrechte der Türkei wesentlich besser verwirklichen lassen, wenn diese in der EU ist. Jedoch grenzt sich die Partei von den Zielen der SPD ab, die in ihren Augen die Türkei gebrauchen möchte, um einen „Front-Vorposten gegen den islamischen Terror“ aufzustellen. Die Aufgabe der Türkei solle es sein, eine konsequente Friedenspolitik zu betreiben. Innenpolitisch sollen die Kopenhagener Kriterien strikt umgesetzt werden. Dies beinhalte eine politische Lösung der Kurdenfrage. Die Linkspartei setzt voraus, dass die Türkei alle Auflagen erfüllt. Sollte sie während der Verhandlungen Voraussetzungen verletzen, seien die Verhandlungen „auszusetzen oder gar abzubrechen“.

## Reaktionen
Der türkische Regierungschef Recep Tayyip Erdoğan lehnte dieses Modell im Februar 2004 ab.
Der Vorsitzende der Türkischen Gemeinde in Deutschland Hakkı Keskin bezeichnete im Februar 2004 den Vorschlag als „große Unverschämtheit“ und eine „unerhörte Diskriminierung“.
Zustimmung zu einer privilegierten Partnerschaft kommt aus anderen konservativen Parteien in Europa (ÖVP in Österreich, konservative Parteien in Polen sowie in Frankreich).
Grundlegend kritisiert den Begriff auch ein Türkeispezialist des Chatham House: Die Privilegierte Partnerschaft verleihe weder „Privilegien“ noch wahre „Partnerschaft“.